# Urashima Tarō

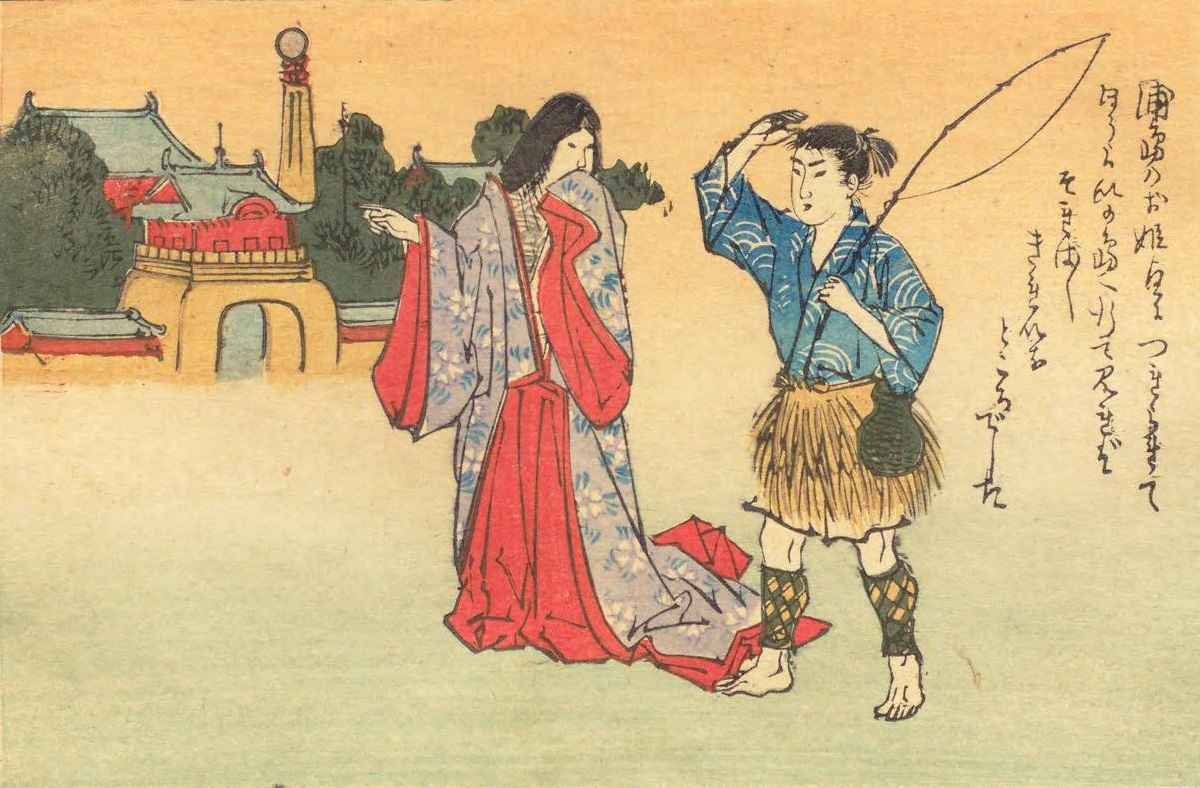
Urashima Tarō và công chúa Otohime của Horai, bởi Heikichi Matsuki (1899)

Urashima Tarō (浦島 太郎 (Phố Đảo Thái Lang)) là nhân vật chính của một câu chuyện cổ tích Nhật Bản (otogi banashi), theo một phiên bản hiện đại thường được biết đến thì chàng là một ngư dân được tưởng thưởng vì đã giải cứu một con rùa và được đưa xuống Long Cung (Ryūgū-jō) dưới đáy biển. Tại đó, chàng được công chúa Otohime thết đãi như một phần thưởng. Chàng dành thời gian mà chàng tin là chỉ vài ngày với công chúa, nhưng khi chàng trở về quê nhà, chàng phát hiện ra mình đã ra đi ít nhất 300 năm. Khi chàng mở chiếc hộp của báu (tamatebako), được Otohime tặng cho khi chàng lên đường, chàng bị biến thành một cụ già.

## Khởi thủy
Câu chuyện bắt nguồn từ truyền thuyết về Urashimako (Urashima no ko hoặc Ura no Shimako) được ghi lại trong nhiều tác phẩm văn học có niên đại từ thế kỷ thứ 8, như Phong thổ ký của tỉnh Tango, Nhật Bản thư kỷ và Vạn diệp tập.
Trong khoảng thời kỳ Muromachi đến Edo, các biến thể của Urashima Tarō đã xuất hiện dưới dạng sách truyện có tên là Otogizōshi, được làm thành những cuộn giấy vẽ và sách tranh hoặc bản in khổ lớn. Những biến thể này có sự khác biệt đáng kể, và trong một số biến thể, có câu chuyện kết thúc với việc Urashima Tarō biến thành một con hạc.
Một số yếu tố mang tính biểu tượng trong phiên bản hiện đại xuất hiện tương đối gần đây. Chân dung chàng cưỡi một con rùa chỉ mới xuất hiện từ đầu thế kỷ 18, và trong lúc chàng được đưa xuống nước đến Long Cung theo cách kể hiện đại, chàng lái một chiếc thuyền đến thế giới của công chúa được gọi là Horai trong các phiên bản cũ hơn.

## Lịch sử
Câu chuyện Urashima Tarō quen thuộc với hầu hết người Nhật lấy cốt truyện của tác giả truyện thiếu nhi Sazanami Iwaya sống ở thời kỳ Minh Trị. Một phiên bản kể lại được cô đọng của Sazanami xuất hiện sau đó trong tác phẩm Kokutei kyōkasho, một phiên bản sách giáo khoa được chuẩn hóa trên toàn quốc của Nhật Bản dành cho cấp bậc tiểu học, và được quần chúng học sinh biết đến rộng rãi. Các phiên bản hiện đại của Urashima Tarō, nhìn tổng thể thì chúng khá giống nhau, đều được dựa trên câu chuyện từ các bộ sách giáo khoa được chuẩn hóa trên toàn quốc.

## Cốt truyện
Một ngày nọ, một ngư dân trẻ tên Urashima Tarō đang câu cá thì thấy một đám trẻ đang tra tấn một con rùa nhỏ. Tarō cứu nó và thả nó trở lại biển. Ngày hôm sau, một con rùa khổng lồ đến gần chàng và nói với chàng rằng con rùa nhỏ mà chàng đã cứu là công chúa của Hoàng đế Biển cả, Ryūjin, người muốn gặp chàng để cảm tạ chàng. Con rùa đã trao cho Tarō một cái mang cá như một phần thưởng và đưa chàng xuống Long Cung (Ryūgū-jō) dưới đáy biển. Tại đó, chàng gặp Hoàng đế và chú rùa nhỏ, hiện là một nàng công chúa đáng yêu, Otohime. Ở mỗi một phương của cung điện là một mùa khác nhau.
Tarō ở lại dưới biển với Otohime được ba ngày thì cảm thấy nhớ nhà và mong muốn về nhà gặp cha mẹ, vì vậy chàng xin phép được về nhà. Công chúa nói rằng nàng rất tiếc khi chàng rời đi, nhưng chúc chàng khỏe mạnh và đưa cho chàng một chiếc hộp thần kỳ gọi là tamatebako (Hộp của báu) sẽ bảo vệ chàng khỏi bị tổn thương, nhưng nàng cảnh báo là đừng bao giờ mở ra dù có chuyện gì đi chăng nữa. Tarō chộp lấy cái hộp, nhảy lên lưng con rùa đã đưa chàng đến đó, và chẳng mấy chốc đã đến bờ biển.
Khi chàng trở về nhà, mọi thứ đã thay đổi rất nhiều. Nhà chàng, cha mẹ chàng và những người chàng biết đều đã ra đi. Khi chàng hỏi có ai biết một người đàn ông tên là Urashima Tarō không. Họ trả lời rằng họ đã nghe thấy ai đó tên chàng đã biến mất trên biển từ lâu lắm rồi. Chàng phát hiện ra rằng 300 năm đã trôi qua kể từ ngày chàng rời đi. Trong lúc bối rối, chàng vô tình mở chiếc hộp mà công chúa đã đưa cho chàng, một đám khói trắng tỏa ra. Chàng đột nhiên già đi, râu tóc bạc phơ, lưng còng xuống. Từ biển phát ra giọng nói buồn bã, ngọt ngào của công chúa: "Ta đã dặn chàng đừng mở cái hộp đó ra. Trong đó chỉ có tuổi già của chàng thôi... ".

## Phiên bản thường được biết đến

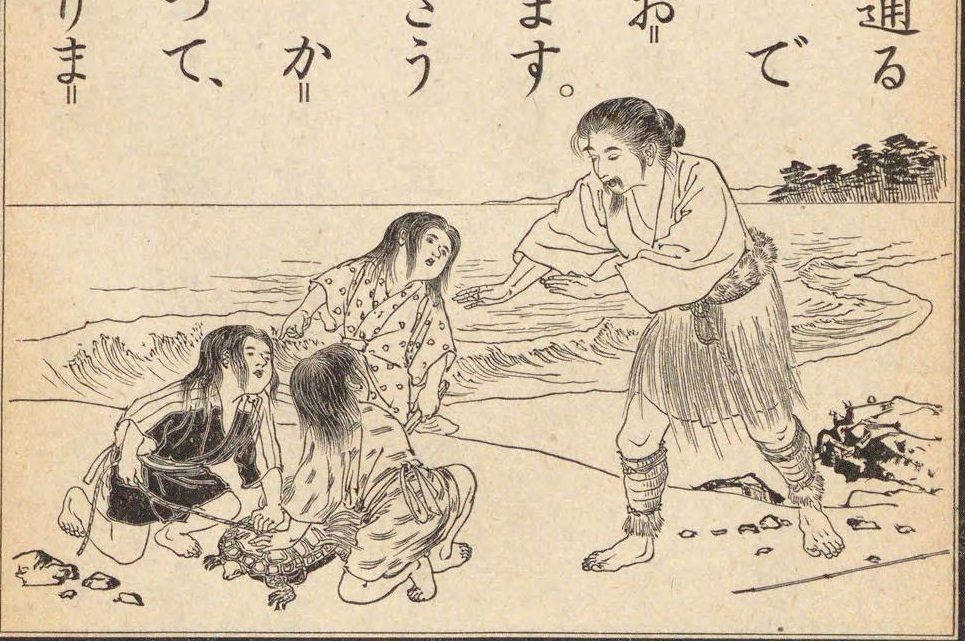
Urashima Taro bắt gặp những đứa trẻ trên bãi biển đang "đùa giỡn" với một con rùa. ―Jinjō shōgaku kokugo tokuhon (the 3rd edition of Kokutei tokuhon) (1928)

Một bản tóm tắt của câu chuyện Urashima từ một trong những cuốn sách giáo khoa được quốc hữu hóa (Kokutei kyōkasho) sẽ được trình bày như bên dưới. Văn bản căn cứ được sử dụng sẽ là Urashima Tarō (うら し ま太郎), từ tái bản lần thứ ba của Kokugo tokuhon hoặc "độc giả quốc ngữ", một cuốn sách giáo khoa quen thuộc được sử dụng trong giai đoạn 1918–1932.  Một bản dịch tiếng Anh đã được cung cấp trong luận án của Yoshiko Holmes.
Từ lâu, một người đàn ông tên Urashima Tarō có nghề nghiệp không xác định (hoặc, trong sách giáo khoa gần đây thường là một ngư dân) tìm thấy một con rùa trên bãi biển đang bị một đám trẻ con đùa giỡn. Chàng đã cứu con rùa và thả nó về biển.
Hai hoặc ba ngày sau, khi chàng đang câu cá trên thuyền như mọi khi, con rùa biết ơn đã đến và nói với chàng rằng nó sẽ cõng chàng trên lưng đến Long Cung (Ryūgū). Tại cung điện, nàng công chúa (Otohime) cảm ơn chàng vì đã cứu con rùa.
After an unspecified number of days, remembrance of his mother and father made him homesick, and he bid farewell to Otohime. The princess tried to dissuade him from leaving, but finally let him go with a parting gift, a mysterious box called tamatebako whose lid he was told never to open.
When Tarō returned to his hometown, everything had changed. His home was gone, his mother and father had perished, and the people he knew were nowhere to be seen. Not remembering the princess's warning, he lifted the lid of the box. A cloud of white smoke arose, turning him to a  white-haired old man.

Câu chuyện được lưu lại là một trong hàng tá những câu chuyện được đưa vào tái bản lần thứ tư của sách giáo khoa độc giả quốc ngữ còn được gọi là Sakura tokuhon) được sử dụng vào năm 1933 đến khoảng năm 1940, do đó tiếp tục được hưởng ứng rộng rãi. Vì lý do này, Urashima có thể được coi là một trong những câu chuyện cốt lõi của cái gọi là "truyện cổ tích quốc gia" của Nhật Bản.

## Bài hát trường
Có một số bản dịch được phổ nhạc. Trong số những bài hát trường phổ biến nhất là bài hát "Urashima Tarō" (島) năm 1911 bắt đầu bằng dòng " Mukashi, mukashi Urashima wa, tasuketa kame ni tskerarete (Ngày xửa ngày xưa có chàng Urashima, cứu một chú rùa bị bắt nạt)", được in trong tập Jinjō shōgaku shōka (1911). Tác giả của bài hát này từ lâu đã không rõ danh tính, nhưng người viết lời bài hát hiện được coi là Saburō Okkotsu.
Một bài hát khác của trường "Urashima Tarō" (うら し ま たろう, lời của Wasaburō Ishihara và phổ nhạc của Tamura Torazō) xuất hiện trong Yōnen shōka (1900). Mặc dù được viết bằng tiếng Nhật kinh viện cứng nhắc, Miura coi phiên bản này quen thuộc hơn.

## Otogizōshi
Rất lâu trước các phiên bản trong sách giáo khoa thế kỷ 19, đã có những phiên bản otogi-zōshi từ thời Muromachi. Thông thường, các nhà phê bình sử dụng thuật ngữ otogizōshi được mặc định đề cập đến văn bản được tìm thấy trong Otogi Bunko, vì nó được in và phổ biến rộng rãi.

### Otogi Bunko
Trong biến thể Otogi Bunko, một ngư dân trẻ tên Urashima Tarō bắt một con rùa bằng dây câu của mình và thả nó đi. Ngày hôm sau, Urashima bắt gặp một chiếc thuyền với một người phụ nữ trên thuyền mong muốn được hộ tống về nhà. Nàng không xác định mình là ai, mặc dù thực chất nàng chính là biến hình của con rùa mà Urashima thả đi. Khi Urashima chèo thuyền đến chốn hoa lệ của nàng, nàng đề nghị họ kết hôn. Chốn hoa lệ ấy là Long Cung, nơi tứ phương của cung điện đều là mỗi một khu vườn có một mùa khác nhau. Urashima quyết định trở về nhà sau ba năm và được tặng một hộp lưu niệm (かたみの筥/箱 katami no hako) làm quà chia tay. Chàng trở về quê nhà và thấy nó hoang vắng, và phát hiện ra 700 năm đã trôi qua kể từ lần cuối cùng chàng rời xa nơi này. Chàng không thể kiềm chế sự cám dỗ của mình để mở chiếc hộp mà đáng ra không nên mở, trong chiếc hộp là ba đám mây màu tím xuất hiện và biến chàng thành một cụ già. Câu chuyện kết thúc bằng việc Urashima Tarō biến thành một con hạc, và vợ chàng trở lại hình dạng của một con rùa, hai người sau đó được tôn sùng là myōjin (vị thần Shinto).

### Biến thể và các nhóm
Thực tế có hơn 50 văn bản hiện còn của otogi-zōshi Urashima Tarō. Những biến thể này rơi vào bốn nhóm chính, được gộp lại bởi sự giống nhau của chúng. Văn bản Otogi Bunko thuộc về Nhóm IV.

### Nhóm gần nhất với phiên bản hiện đại

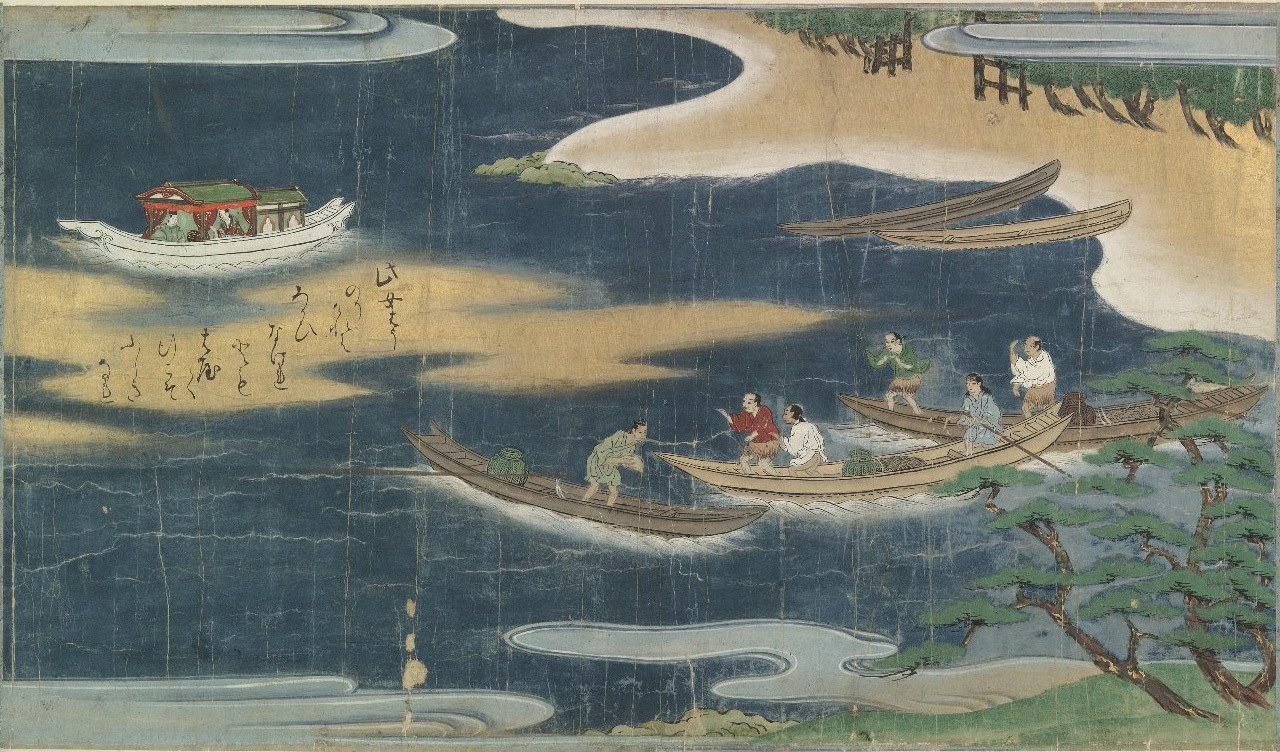
Urashima cứu rùa. ―From an Otogizōshi picture scroll in the Bodleian Library collection, late 16th or early 17th century.

Phiên bản Otogi Bunko, mặc dù ở trạng thái thông thường là văn bản in, khác biệt đáng kể so với truyện kể thiếu nhi điển hình được xuất bản vào thời hiện đại: nhân vật chính không chuộc con rùa từ người khác để cứu nó, cũng không có yếu tố cưỡi rùa.
Các văn bản nhóm I giống với phiên bản hiện đại hơn, vì nó chứa yếu tố Urashima mua rùa để cứu nó. Ngoài ra, nhóm này rõ ràng đặt tên công chúa là Otomime (hoặc "Kame-no-Otohime")  trong khi nàng vẫn chưa được đặt tên trong nhóm Otogi Bunko. Và thành ngữ tamatebako hay "hộp của báu" quen thuộc với độc giả hiện đại cũng được thấy trong văn bản chính của Nhóm I, chứ không phải các nhóm khác (ngoại trừ bài thơ nội suy).
Cuộn hình ảnh trong tuyển tập của Thư viện Bodleian, Đại học Oxford cũng thuộc nhóm I.
Hayashi Kouhei đã nêu bật các đặc điểm của các văn bản của Nhóm I như sau: 1) Urashima chuộc một con rùa bị người khác bắt, 2) Thuyền đến để chuyển chàng đến Horai, 3) Bốn mùa trong Long Cung đã làm nguôi đi nỗi nhớ thay vì khơi gợi nỗi nhớ nhà,  4) Dân làng công nhận sự trường thọ của chàng đã làm lễ hỏa táng chàng 5) Khói từ tamatebako bay đến Horai khiến Công chúa Otohime đau buồn.